# Robert Sandilands Frowd Walker
Robert Sandilands Frowd Walker, noto anche semplicemente come RSF Walker (Chester, 13 maggio 1850 – Knockholt, 16 maggio 1917), è stato un militare, atleta, crickettista e calciatore inglese, di ruolo attaccante.
Tenente colonnello figura di spicco in Malaysia alla fine del XIX secolo, nel 1901 venne nominato compagno dell'Ordine di San Michele e San Giorgio.

## Biografia
Nato a Chester da John e Camilla, venne istruito alla Brentwood School di Brentwood, nella contea di Essex, prima di entrare alla reale accademia militare di Sandhurst. Dopo la laurea nel 1870 gli venne conferita da Giorgio, duca di Cambridge la Sword of Honour (Spada dell'Onore).

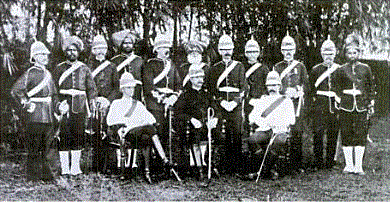
Walker con la polizia armata di Perak nel 1890

Nel 1870, ventenne, si unì al 28º reggimento di fanteria (North Gloucestershire), prestando servizio a Gibilterra e a Malta, per poi essere, nel 1874, trasferito a Perak, stato della Malaysia. Nel 1879 cominciò inoltre a lavorare nella polizia del Paese.

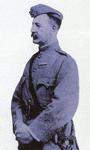
Walker nel 1896

Nel 1896 sposò Beatrice Bolton, nata Ireland, vedova del tenente colonnello Richard Bolton e figlia del politico Thomas James Ireland.

## Caratteristiche tecniche

### Calciatore
Eccellente rifinitore, veniva descritto come instancabile, compiendo notevoli sforzi fino alla fine della partita.

## Carriera

### Atleta
Walker rappresentò l'accademia militare di Sandhurst nell'atletica nel 1869 e nel 1870. Nel maggio del 1870, nella competizione annuale contro la Woolwich Academy, riuscì a vincere sia i 120 metri a ostacoli che il salto con l'asta.

### Crickettista
Entrò a far parte della squadra di cricket di Sandhurst nel 1869, e l'anno successivo ne diventò capitano. Durante il suo periodo in Malaysia, contribuì a introdurre e diffondere il calcio e il cricket a Perak e dintorni, fondando a Taiping un'associazione polisportiva chiamata Perak Club.

### Calciatore

#### Club
Dopo aver lasciato Sandhurst, Walker si unì al Clapham Rovers Football Club. In seguito giocò anche per il Wanderers.

#### Nazionale
Walker ha disputato tre partite (la seconda, la terza e la quarta delle cinque organizzate con la Scozia tra il 1870 e il 1872) con la nazionale inglese, segnando in tutte. Nell'ultima, in particolare, siglò una doppietta.

## Statistiche

### Cronologia presenze e reti in nazionale
| Cronologia completa delle presenze e delle reti in nazionale ― Inghilterra | Cronologia completa delle presenze e delle reti in nazionale ― Inghilterra | Cronologia completa delle presenze e delle reti in nazionale ― Inghilterra | Cronologia completa delle presenze e delle reti in nazionale ― Inghilterra | Cronologia completa delle presenze e delle reti in nazionale ― Inghilterra | Cronologia completa delle presenze e delle reti in nazionale ― Inghilterra | Cronologia completa delle presenze e delle reti in nazionale ― Inghilterra | Cronologia completa delle presenze e delle reti in nazionale ― Inghilterra |
| Data                                                                       | Città                                                                      | In casa                                                                    | Risultato                                                                  | Ospiti                                                                     | Competizione                                                               | Reti                                                                       | Note                                                                       |
| -------------------------------------------------------------------------- | -------------------------------------------------------------------------- | -------------------------------------------------------------------------- | -------------------------------------------------------------------------- | -------------------------------------------------------------------------- | -------------------------------------------------------------------------- | -------------------------------------------------------------------------- | -------------------------------------------------------------------------- |
| 19-11-1870                                                                 | Londra                                                                     | Inghilterra                                                                | 1 – 0                                                                      | Scozia                                                                     | Amichevole                                                                 | 1                                                                          |                                                                            |
| 25-2-1871                                                                  | Londra                                                                     | Inghilterra                                                                | 1 – 1                                                                      | Scozia                                                                     | Amichevole                                                                 | 1                                                                          |                                                                            |
| 18-11-1871                                                                 | Londra                                                                     | Inghilterra                                                                | 2 – 1                                                                      | Scozia                                                                     | Amichevole                                                                 | 2                                                                          |                                                                            |
| Totale                                                                     |                                                                            | Presenze                                                                   | 3                                                                          |                                                                            | Reti                                                                       | 4                                                                          |                                                                            |